# Aeroportul Bisha Domestic
Aeroportul Bisha Domestic (IATA: BHH, ICAO: OEBH) este un aeroport din Provincia 'Asir, Arabia Saudită ce deservește zona Bisha governorate⁠(d). Aeroportul a fost tranzitat în 2021 de 307.128 de pasageri. A fost deschis în 1976 și numit după zona deservită.
Situat la o altitudine de 1.185 m, aeroportul dispune de o singură pistă. Este operat de General Authority of Civil Aviation⁠(d).